# Macratria succinia
Macratria succinia là một loài bọ cánh cứng trong họ Anthicidae. Loài này được Abdullah miêu tả khoa học năm 1965.